# Klimat peryglacjalny
Klimat peryglacjalny – klimat występujący na przedpolu współczesnych lodowców i lądolodów oraz w przeszłości geologicznej. Obecnie klimat taki występuje na przykład na obrzeżach Grenlandii czy przedpolu lodowców Spitsbergenu.
Klimat peryglacjalny sprzyja procesom denudacyjnym, szczególnie tzw. procesom peryglacjalnym. Na obszarze występowania tego klimatu działa głównie erozja eoliczna (wiatrowa – w wyniku niskiej wilgotności powodującej słabą konsolidację skał podłoża oraz skąpej roślinności, dzięki której podłoże jest odsłonięte) oraz fizyczna (wietrzenie mrozowe powodujące intensywny rozpad mechaniczny skał). Wietrzenie materiału skalnego sprzyja jego wywiewaniu (deflacji) z przedpola lądolodów i lodowców oraz tworzeniu się w pewnej odległości od niego Lessów (pokryw lessowych), na przykład lessy na terenie dzisiejszej Ukrainy oraz tereny na południowy zachód od Wielkich Jezior na terenie Ameryki Północnej.
Klimat ten występował na terenie Polski w czasie wszystkich zlodowaceń, które ją obejmowały, wzdłuż szeroko rozumianego przedpola lądolodów (czyli w przypadku obszaru Polski – na południe od czoła każdego z nich):
- Wisły (najmłodsze)
- Warty
- Odry
- Liwca
- Sanu 2 (Wilgi)
- Sanu 1
- Nidy
- Narwi (najstarsze)
- Okresu zimnego Otwock
- Okresu zimnego Różce (najstarszy)

Zasięg niektórych lądolodów (w szczególności najstarszych) jest niekiedy trudny do ustalenia i/lub dyskusyjny. Również nazewnictwo poszczególnych zlodowaceń nie jest do końca spójne.

## Cechy klimatu peryglacjalnego
- duże amplitudy temperatur – nawet dobowe powodujące częste przechodzenie temperatury skał przez 0 °C i szybszy rozpad (wietrzenie) skał
- znikome opady (głównie w okresie cieplejszym)
- silne wiatry
- średnia temperatura – bardzo niska, ujemna
- wilgotność powietrza – poniżej 50%